# Marie Askehave
Marie Askehave (* 21. November 1973 in Nibe) ist eine dänische Schauspielerin und Sängerin.

## Leben und Wirken
Marie Askehave wuchs gemeinsam mit drei Brüdern in Nibe auf. Seit ihrer Jugend ist sie als Musikerin tätig, so sang sie unter anderem in mehreren Schülerbands und veröffentlichte im Jahr 2008 ein Album mit dem Titel Detour.
Von 2003 bis 2007 besuchte Askehave die Staatliche Theaterschule in Kopenhagen, wo sie ihre Schauspielausbildung absolvierte. Ihr Bühnendebüt hatte sie am Königlichen Theater Kopenhagen in einer Aufführung des Stückes Peer Gynt. Seitdem stand sie in zahlreichen Theatern auf der Bühne, auch in Musicals. Einen großen Bekanntheitsgrad erlangte sie im Jahr 2007 durch ihre Rolle der Rie Skovgaard in der Kriminalserie Kommissarin Lund – Das Verbrechen. Seither stand Askehave in mehr als 30 Film- und Fernsehproduktionen als Schauspielerin vor der Kamera.
Marie Askehave ist seit Juli 2006 mit dem Schauspieler David Owe verheiratet, mit dem sie zwei Töchter hat. Sie engagiert sich zudem kommunalpolitisch und ist Mitglied der Socialistisk Folkeparti.

## Filmografie (Auswahl)
- 2007: Kommissarin Lund – Das Verbrechen (Forbrydelsen, Fernsehserie, 20 Folgen)
- 2009: Store drømme
- 2013: Borgen – Gefährliche Seilschaften (Fernsehserie, 6 Folgen)
- 2014: Der kleine Wichtel (Familien Jul)
- 2016: Der kleine Wichtel kehrt zurück (Familien Jul i nissernes land)
- 2017: Surrogate
- 2018: Hånd i hånd (Fernsehserie, 4 Folgen)
- 2018: Versailles (Fernsehserie, 10 Folgen)
- 2019: Follow the Money (Fernsehserie, 10 Folgen)
- 2019: Labans Jul – The Movie (Fernsehfilm)
- 2023: A Beautiful Life